# Manzariyeh
Manzariyeh est une ville située dans le district central de la préfecture de Shahreza en Iran.
Sa population en 2006 était de 5 617 habitants.
La ville dispose d'un aérodrome situé en 34° 59′ 02″ N, 50° 48′ 22″ E.